# Ali Nasser
Ali Nasser Saleh (arab.: علي ناصر, ur. 16 maja 1986) – katarski piłkarz, jemeńskiego pochodzenia, występujący na pozycji obrońcy w klubie Al-Sadd.

## Kariera piłkarska
W drużynie Al-Sadd gra od początku kariery, to jest od sezonu 2003/2004. Aktualnie jego zespół występuje w Q-League (najwyższa klasa rozgrywkowa w Katarze.
W reprezentacji Kataru Nasser zadebiutował w 2004 roku. Dotychczas nie strzelił bramki, a ostatni mecz w drużynie narodowej rozegrał w 2007 roku. Został także powołany na Puchar Azji 2007, gdzie jego drużyna zajęła ostatnie miejsce w grupie, jednak on w żadnym spotkaniu nie pojawił się na boisku.